# Sadoleś
Sadoleś (prononciation : [saˈdɔlɛɕ]) est un village polonais situé dans la gmina de Sadowne dans le powiat de Węgrów et en voïvodie de Mazovie dans le centre-est de la Pologne.
Le village a une population de 346 habitants en 2002.

## Histoire
De 1975 à 1998, le village appartenait administrativement à la voïvodie de Siedlce.